# マクラーレン・M14A
マクラーレン・M14A (McLaren M14A) は、マクラーレンが1970年から1971年のF1世界選手権に投入したフォーミュラ1カー。M14DはM14Aの改良型で、アルファロメオ製V8エンジンを搭載した。

## 設計

### M14A
M14Aは前作のM7AおよびM7Cの発展型であり、大きな違いとしてはアウトボード式であったリアブレーキがインボード式に変化している。エンジンおよびトランスミッションはコスワース DFVとヒューランドの5速マニュアルギアボックスと変化は無かった。

### M14D
M14DもM7D同様、アルファロメオのオートデルタ部門に委託された。エンジンはアルファロメオ・T33に搭載された3リッターV8エンジンと同じ物が搭載された。

## レース戦歴

### 1970
1970年はマクラーレンにとって驚異的な一年であった。ブルース・マクラーレンとデニス・ハルムのシーズン序盤3戦は2位が2回に4位が1回、リタイアが3回という成績であった。しかしながら、1970年6月2日にグッドウッド・サーキットで新しいCan-AmマシンのM8Dをテストしていたブルース・マクラーレンが事故死する。マクラーレンはその5日後に行われたベルギーグランプリを欠場した。ハルムもその1ヶ月前にインディ500の練習中にメタノールの火災で負傷していた。
マクラーレンはダン・ガーニーとピーター・ゲシンを起用し、オランダグランプリから参戦を再開した。ハルムはフランスグランプリから復帰し、ゲシンに代わって出場した。ガーニーはもう1戦に出場し、ドイツグランプリからはゲシンが出場した。ハルムは3位に3度入賞したが、マクラーレンはコンストラクターズランキング5位でシーズンを終えた。
アンドレア・デ・アダミッチはアルファロメオエンジンを搭載したM7Dでシーズンを始め、オランダグランプリから同じくアルファロメオエンジンを搭載したM14Dにスイッチした。

### 1971
ピーター・ゲシンはM14Aで1971年シーズンを開始した。一方でハルムはM19Aをドライブした。リタイア2度と8位完走という成績の後、ゲシンにもM19Aが与えられた。M14Aはその後ジャッキー・オリバーがドライブし、リタイア、9位、7位という結果に終わった。

## F1における全成績
(key) （太字はポールポジション、斜体はファステストラップ）
| 年     | チーム | エンジン                | タイヤ | ドライバー                 | 1   | 2   | 3   | 4   | 5   | 6   | 7   | 8   | 9   | 10  | 11  | 12  | 13  | ポイント | 順位 |
| ------ | ------ | ----------------------- | ------ | -------------------------- | --- | --- | --- | --- | --- | --- | --- | --- | --- | --- | --- | --- | --- | -------- | ---- |
| 1970年 | M14A   | フォード-コスワース DFV | G      |                            | RSA | ESP | MON | BEL | NED | FRA | GBR | GER | AUT | ITA | CAN | USA | MEX | 35       | 5位  |
| 1970年 | M14A   | フォード-コスワース DFV | G      | ブルース・マクラーレン     | Ret | 2   | Ret |     |     |     |     |     |     |     |     |     |     | 35       | 5位  |
| 1970年 | M14A   | フォード-コスワース DFV | G      | デニス・ハルム             | 2   | Ret | 4   |     |     | 4   | 3   | 3   | Ret | 4   | Ret | 7   | 3   | 35       | 5位  |
| 1970年 | M14A   | フォード-コスワース DFV | G      | ダン・ガーニー             |     |     |     |     | Ret | 6   | Ret |     |     |     |     |     |     | 35       | 5位  |
| 1970年 | M14A   | フォード-コスワース DFV | G      | ピーター・ゲシン           |     |     |     |     | Ret |     |     | Ret | 10  | Ret | 6   | 14  | Ret | 35       | 5位  |
| 1970年 | M14D   | アルファロメオ T33 V8   | G      | アンドレア・デ・アダミッチ |     |     |     |     | DNQ |     |     | DNQ | 12  | 8   | Ret | DNQ |     | 35       | 5位  |
| 1971年 | M14A   | フォード-コスワース DFV | G      |                            | RSA | ESP | MON | NED | FRA | GBR | GER | AUT | ITA | CAN | USA |     |     | 10*      | 6位  |
| 1971年 | M14A   | フォード-コスワース DFV | G      | ピーター・ゲシン           | Ret | 8   | Ret |     |     |     |     |     |     |     |     |     |     | 10*      | 6位  |
| 1971年 | M14A   | フォード-コスワース DFV | G      | ジャッキー・オリバー       |     |     |     |     |     | Ret |     | 9   | 7   |     |     |     |     | 10*      | 6位  |

* 1971年の全てのポイントはマクラーレン・M19Aによる。

## 参照
1. ↑  “1970 - 1971 McLaren M14A Cosworth”. Ultimatecarpage.com. 2014年9月20日閲覧。
2. ↑  “The Grand Prix Scene”. motorsportmagazine.com.  Motor Sport (magazine). 2014年9月24日時点のオリジナルよりアーカイブ。2014年9月20日閲覧。